# Marcel Luthe
Marcel Luthe (* 31. August 1977 in Bottrop) ist ein deutscher Politiker (parteilos, davor FDP). Er war von 2016 bis 2021 für die FDP Mitglied des Abgeordnetenhauses von Berlin und bei den Berliner Wahl zum Abgeordnetenhaus 2021 Spitzenkandidat der Freien Wähler.

## Leben
Luthe studierte Wirtschaftswissenschaften an der Universität Essen.
Er war ab 2002 Geschäftsführer und Teilhaber einiger Gesellschaften, unter anderem der Plaza Coffee GmbH, Confabs GmbH, premior.de Betriebsgesellschaft mbH und alpha omega Beratungs- und Beteiligungsgesellschaft mbH. Er entwickelte ein mobiles Coffeeshopsystem in Form eines Lastenfahrrads und meldete dafür 2006 eine mobile Ausschankvorrichtung in Deutschland als Gebrauchsmuster und 2008 in den USA zum Patent an. Zudem war Luthe als Produzent für Dokumentationsfilme und Talkshows tätig.
Von 2009 bis 2013 war er Schöffe am Landgericht Berlin.
Im Mai 2021 erschien Luthes Buch Sanierungsfall Berlin: Unsere Hauptstadt zwischen Missmanagement und Organisierter Kriminalität. Thilo Sarrazin stellte Luthes Buch in einer Laudatio vor.

## Politik

### Abgeordneter
Während des Studiums vertrat Luthe die Liberale Hochschulgruppe im Senat der Universität-Gesamthochschule Essen. Im April 2002 wurde er zum Vorsitzenden des Bundesverbandes Liberaler Hochschulgruppen gewählt. Bei der Bundestagswahl 2002 kandidierte er im Wahlkreis Bottrop-Recklinghausen III. Bis 2005 war Luthe Kreisvorsitzender der FDP-Jugendorganisation Junge Liberale, ab 2014 Schatzmeister des Berliner FDP-Ortsverbands Wilmersdorf.
Bei der Berliner Abgeordnetenhauswahl am 18. September 2016 trat er als Direktkandidat im Wahlkreis Grunewald an, wo die FDP ihr berlinweit bestes Erst- und Zweitstimmenergebnis erzielte, und zog über die Bezirksliste Charlottenburg-Wilmersdorf ins Abgeordnetenhaus ein. Mit der Gründung des Vereins Pro Tegel wollte er den Flughafen Berlin-Tegel erhalten.
Im Abgeordnetenhaus setzte sich Luthe für die Einsetzung des 1. Untersuchungsausschusses zum Terroranschlag am Breitscheidplatz ein, in dem er ebenfalls Sprecher der FDP-Fraktion war. Dort monierte er die Verschleppung der Aufklärung durch den rot-rot-grünen Senat und insbesondere den Innensenator Andreas Geisel. Weiter kritisierte er die Abschiebung von wichtigen Zeugen durch die Generalstaatsanwaltschaft.
In der Affäre um defekte Schießstände der Berliner Polizei erhob Luthe 2018 wiederholt schwere Vorwürfe gegen die damalige Polizeivizepräsidentin und Berliner Generalstaatsanwältin Margarete Koppers.
Im Skandal um die mutmaßlich von Kriminellen unterwanderte Polizeiakademie Berlin warf Luthe der für Personal zuständigen Polizeivizepräsidentin Koppers vor, die Missstände nicht aufzuklären, sondern zu vertuschen.
Luthe vertrat seine Fraktion im Innenausschuss des Abgeordnetenhauses von Berlin und war auch deren innenpolitischer Sprecher. Seine Position als religionspolitischer Sprecher der Fraktion gab er auf, nachdem seine Auffassung, dass sich eine „Gleichsetzung von Angriffen auf Juden mit irgendwelchen anderen Angriffen auf Menschen in Deutschland“ vor dem Hintergrund des Holocaust in Deutschland verbiete, nicht den Beifall seiner Fraktion gefunden hatte.
Im Mai 2018 hob das Abgeordnetenhaus Luthes Immunität für Ermittlungen wegen Unterhaltspflichtverletzung auf. Luthe bestritt die Vorwürfe. Erstmals in der Geschichte des Abgeordnetenhauses stimmte die gesamte Opposition gegen den Antrag, weil sie eine Einflussnahme durch den Justizsenator Dirk Behrendt aus politischen Gründen vermutete, da Luthe den Senat oft scharf attackiere.

### Ausschluss und Austritt
Am 13. April 2020 reichte Luthe Organklage vor dem Verfassungsgerichtshof des Landes Berlin gegen den Senat von Berlin wegen der Berliner Corona-Verordnung ein. und scheiterte damit. Am 3. Juli 2020 schloss die FDP-Fraktion im Berliner Abgeordnetenhaus auf einer Sondersitzung Luthe „wegen des zerrütteten Vertrauensverhältnisses“ einstimmig aus ihrer Fraktion aus. Die FDP Berlin forderte ihn auf, sein Mandat niederzulegen, was Luthe nicht tat.
Im Oktober 2020 trat Luthe aus der FDP aus. Er begründete diesen Schritt unter anderem damit, dass er als Liberaler in der heutigen FDP keine Heimat mehr sehe, da er in ihr die Einstellung vermisse, „auch gegen eine übergroße Mehrheit, gegen Anfeindungen und Angriffe seine Überzeugung zu verteidigen und gegen den Strom zu schwimmen“. In seiner Austrittserklärung kritisierte er insbesondere, es sei aus dem Blick geraten, dass nicht die Gesundheit, sondern die Würde des Menschen das wichtigste Rechtsgut sei. Er galt bis dahin als der bekannteste FDP-Abgeordnete in Berlin.

### Freie Wähler
Am 17. April 2021 wurde Luthe zum Spitzenkandidaten der Freien Wähler Berlin für die Wahl zum Abgeordnetenhaus 2021 gewählt, zudem kandidierte er für die Bundestagswahl 2021 im Wahlkreis Berlin-Charlottenburg – Wilmersdorf. Er erzielte bei den Wahlen zum Abgeordnetenhaus 1,4 % der Erststimmen und seine Freien Wähler berlinweit 0,8 % der Zweitstimmen. Zur Wahl des Deutschen Bundestags erzielte er bei den Erststimmen 0,9 %. Mit Konstituierung des 19. Abgeordnetenhauses am 4. November 2021 schied Luthe aus dem Parlament aus.
Am 26. Oktober reichte Luthe Klage nach der von erheblichen Störungen belasteten Wahl zum Abgeordnetenhaus von Berlin 2021 beim Verfassungsgerichtshof ein und beantragte gleichzeitig, im Wege der Einstweiligen Anordnung den Zusammentritt des 19. Abgeordnetenhauses bis zur Klärung der Vorfälle zu verbieten. Zu seiner Motivlage erklärte er in einem Gastbeitrag der Berliner Zeitung, er sei überzeugt, dass die Vielzahl von Fehlern zu einem Ergebnis geführt habe, das nicht den Willen des Souveräns wiedergebe, so dass ein solches Parlament in einer Demokratie nicht existieren dürfe.
Luthe hatte bereits kurz nach der Wahl Einsicht in die Originale der Wahlniederschriften aus den Wahllokalen beantragt, die ihm zunächst verweigert wurde. Nachdem der Verfassungsgerichtshof auf Luthes Antrag diese Niederschriften beigezogen hatte, sichtete er diese als einziger Kläger und zeigte die Fehler öffentlich auf. In seinem abschließenden Urteil, mit dem die Ungültigkeit der Wahlen festgestellt wurde, hob der Verfassungsgerichtshof ausdrücklich hervor, dass die Niederschriften „in tatsächlicher Hinsicht“ die Entscheidung des Gerichts begründet hatten und betonte: „Alle Beteiligten hatten Gelegenheit, hierin Einsicht zunehmen; ein Beteiligter hat hiervon Gebrauch gemacht.“
Für die gerichtlich notwendig gewordene Wiederholungswahl 2023 zum Abgeordnetenhaus von Berlin wurde Luthe als Kandidat vom Berliner Landeswahlausschuss von der Wahlliste gestrichen, weil er „aus Berlin verzogen“ sei. Eine erneute Spitzenkandidatur Luthes für die Freie Wähler entfiel daher.

### Good Governance Gewerkschaft
Im Februar 2022 gründete Luthe die Good Governance Gewerkschaft (GGG),  deren Bundesvorsitzender er wurde und die als Ziel hat, „gegen restriktive Corona-Maßnahmen und die drohende Impfpflicht in Betrieben [zu] kämpfen“. Die GGG wirbt unter anderem unter der Berliner Polizei um Mitglieder. Die GdP, die einen Großteil der Polizisten und Polizeiangestellten vertritt, erkannte Luthe daraufhin dessen Ehrenmitgliedschaft ab und schloss ihn aus der GdP mit der Begründung aus, dass es mit der Satzung der GdP unvereinbar sei, wenn Luthe in einer „Interessenvertretung aktiv ist, die gegen uns agiert“.
Luthe erklärte als Bundesvorsitzender der GGG, dass der 1. Mai aufgrund „steigender Inflation und sinkender Produktivität in Folge immer massiverer Eingriffe in die freie Wirtschaft durch den Gesetzgeber“ als Feiertag abzuschaffen und durch einen steuerfreien Arbeitstag zu ersetzen sei, um „mehr Netto und mehr Kaufkraft“ zu erzeugen. In diesem Zusammenhang bezeichnete Luthe die Gewerkschaften mit bundesweiten Veranstaltungen und Versammlungen am 1. Mai als „sozialistisch“. In der Amtszeit Luthes als Vorsitzender der GGG war diese Mitveranstalterin bzw. Unterstützerin der vom 25. und 26. August 2023 stattfindenden „8. Vollversammlung der wahren Schwarmintelligenz“ von Klaus Kelle mit prominenten Vertretern aus AfD und CDU. Die Thüringer Allgemeine beurteilt, unter Bezugnahme auf Kelle selbst, dass sich mit der Vollversammlung ein „rechtskonservatives Netzwerk“ treffe, das sich „um neue, andere Mehrheiten“ bemühe.

## Mitgliedschaften und Engagements
- Seit 2016: Vorsitzender des Wirtschaftsrats der Deutsch-Afghanischen Gesellschaft (DAGeV). Seit Juli 2018 Vizepräsident[39][40]
- Erstunterstützer der Positionen zur Bundestagswahl 2017 der WerteInitiative. jüdisch-deutsche Positionen, eines Vereins, der seit 2014 jüdisch-deutsche Positionen in der Politik vertritt[41]
- Seit 2019: Gemeinsam mit Mario Barth, Ralf Richter und Martin Semmelrogge Botschafter der Kampagne Stoppt Mobbing! des Schauspielers Carsten Stahl[42]
- Seit Februar 2022 ist Luthe Vorsitzender der von ihm gegründeten Good Governance Gewerkschaft.

## Auszeichnungen
- 2020: Luthe erhielt für sein Engagement um den wirtschaftlichen Aufbau Afghanistans als erster deutscher Politiker eine Ehrenprofessur der Universität Kunduz.[43]

## Publikationen
- Sanierungsfall Berlin: Unsere Hauptstadt zwischen Missmanagement und Organisierter Kriminalität. FinanzBuch Verlag, München 2021, ISBN 978-3-95972-446-3.